# Salām
Salām (arabisch سلام, DMG salām ‚Wohlbehaltenheit, Unversehrtheit, Gesundheit, Heil, Wohl; Frieden; Gruß‘) ist eines der arabischen Wörter für Frieden (auch Heil). Gleichzeitig ist es ein üblicher Gruß im arabischen und persischen Sprachkontext.
Der Begriff Salam war schon früh religiös konnotiert, im Sinne des Friedens mit Gott. Ein weiteres Wort für Frieden im Arabischen ist silm und salm. Beide Begriffe beruhen auf der semitischen Wurzel s-l-m, ebenso wie das hebräische Wort שָׁלוֹם Schalom, das aramäische Äquivalent שְׁלָמָא beziehungsweise ܫܠܡܐ šlama (oder auch Šlomo) und der Name der Religion Islam. Namen wie Salomon/Sulaiman, Salīm, Sālim, Sulaim, Sulamith etc. gehen auf dieselbe Wurzel zurück.

## Salām und Islam
In salām schwingt laut Baneth die Vorstellung des Sich-Ergebens mit, d. h. Frieden im Sinne von „Unterwerfung“. Der Begriff islām, ebenfalls aus dem Konsonantenbestand s-l-m als Nomen abgeleitet, bezeichnet die Religion Islam in deren ursprünglich verstandener Bedeutung als die „Hingabe an Gott“. Das zugrunde liegende Verb aslama bedeutet: „er gab sich hin, lieferte sich aus, unterwarf sich (Gott)“. Somit drückt sowohl das Verb aslama als auch die Nominalbildung islam das Verhältnis (Hingabe/Unterwerfung) zwischen dem Menschen und einem (einzigen) Gott aus. Inhaltlich drückt der Begriff „Islam“ die bedingungslose Hinwendung zum Monotheismus aus.
Den Begriff Islām erläutert aṭ-Ṭabarī in seinem Korankommentar zu Sure 5, 3: „… und ich bin damit zufrieden, daß ihr den Islam als Religion habt“ (wa-raḍītu la-kumu l-islāma dīnan) wie folgt „Gott, hoch gelobt sei er, meint damit: ’ich bin damit zufrieden, daß ihr euch meinem Befehl unterworfen (al-istislām li-amrī) und meinem Gehorsam untergeordnet habt (al-inqiyād li-ṭāʿatī), wie ich es euch in der Pflichtenlehre und Anweisungen als Religion gesetzlich vorgeschrieben habe;‘ d. h. als eueren Gehorsam mir gegenüber.“
Dieses Verständnis des koranischen Begriffes „islām“ ist bereits in der frühen Koranexegese dokumentiert. Der Exeget Muqātil ibn Sulaiman (†767 in Basra) erklärt den Begriff „Muslime“ mit den Worten: „sie sind dem Monotheismus treu ergeben.“ Und das Verb „aslamtu“ (ich habe den Islam angenommen) umschreibt er mit den Worten: „das heißt: ich bin treu ergeben“ (aḫlaṣtu).
In mehreren Sendschreiben, die Mohammed an die arabischen Stämme der Arabischen Halbinsel richtete, steht die Aufforderung: „nimm den Islam an /Var. unterwirf dich (dem einzigen) Gott (aslim!- Imperativ von aslama), so wirst du unversehrt sein (taslam)“.
Das Wort salām kommt im Koran zweiundvierzigmal vor. In Sure 59 wird innerhalb einer Aufzählung von Gottesnamen Gott auch mit diesem Wort charakterisiert:

„Er ist Gott, außer dem es keinen Gott gibt. (Er ist) der hochheilige König, (dem) das Heil (innewohnt). (Er ist es) der Sicherheit und Gewissheit gibt (?), der Mächtige, Gewaltige und Stolze. Gott sei gepriesen! (Er ist erhaben) über das, was sie (d. h. die Ungläubigen) (ihm an anderen Göttern) beigesellen.“

So gehört auch السّلام as-Salām zu den 99 Namen Allahs.
Meistens jedoch erscheint das Wort Salām im Koran als Grußformel in der ursprünglichen Bedeutung von Heil, beispielsweise in Sure 56, 91, wo beim Jüngsten Gericht die Leute zur Rechten mit den Worten empfangen werden: Heil dir! Du gehörst (ja) zu denen von der Rechten. Ebenso verabschiedet sich Ibrāhīm von seinem Vater, der ihn bedroht, in der Sure 19, 47 mit den Worten: Heil sei über dir! Ich werde meinen Herrn für dich um Vergebung bitten. Auch salām in Sure 97, 5, wurde (von Johannes Hendrik Kramers zur Zeit des Zweiten Weltkriegs) mit „Heil“ übersetzt.

## Salām als Begrüßungsformel
Salām wird auch in der arabischen Formel verwendet: السلام عليكم as-salāmu ʿalaikum ‚Der Frieden auf Euch!‘, einem traditionellen muslimischen Gruß. Die übliche Antwort darauf ist وعليكم السلام wa-ʿalaikumu s-salām ‚Und auf Euch der Frieden!‘.

Sowohl die mohammedische Sunna als auch die Rechtswerke, in denen der Umgang mit Nicht-Muslimen geregelt ist, bringen zum Ausdruck, dass die Begrüßungsformel ausschließlich unter Muslimen gebräuchlich sein soll. So lässt man in einem Hadith den Propheten sprechen: „Wenn die Schriftbesitzer euch grüßen (sallama ʿalaikum ahlu l-kitāb), dann erwidert: (wa)-ʿalaikum“ – d. h. man benutzte gegenüber einem Nicht-Muslim das Wort salām als Wunsch in einer Grußform nicht.
Der islamischen Hadīthlehre zufolge hat ein Jude Mohammed im Beisein von Aischa mit einem as-sāmu ʿalaikum (anstatt as-salāmu ʿalaikum) begrüßt – wobei das Wort sām die Bedeutung von „schneller Tod“ hat. Der Prophet sagte dem Hadith zufolge, dass man in einem solchen Falle mit (وعليكم) antworten solle – also „und auch auf euch“.
Die koranische Aufforderung Sure 4, Vers 86:

„Und wenn euch ein Gruß entboten wird, dann grüßt mit einem schöneren zurück oder erwidert ihn in derselben Weise, in der er euch entboten worden ist! Gott rechnet über alles ab.“

 beschränkte die Koranexegese nur auf den Umgang der Muslime miteinander und versteht unter dem Schöneren die Ergänzung des Grußes mit „und Gottes Erbarmen“ (wa-raḥmatu llāhi). In der Grußerwiderung oft auch: „Und auf euch (sei) Frieden und Gottes Erbarmen und sein Segen“: wa-ʿalaikumu s-salām wa-raḥmatu ʾllāhi wa-barakātuhu / وعليكم السلام ورحمة الله وبركاته
Gleichwohl gilt es als statthaft, wenn ein Nichtmuslim einen Muslim mit as-salāmu ʿalaikum begrüßt, und ebenso wenn jener, wissend, dass der andere nicht Muslim ist, den Gruß auf die angemessene Weise erwidert. Dabei war es üblich, den Friedensgruß mit dem Begriff Salām zu vermeiden. Noch adh-Dhahabī empfahl im 14. Jahrhundert, den Gruß von Juden und Christen wie folgt zu erwidern: „möge Gott dein Vermögen und die Zahl deiner Kinder vermehren.“
Allerdings sollen die Muslime die Begrüßungssitten der Juden und Christen nicht nachahmen; denn erstere grüßen durch die Erhebung eines Fingers, letztere durch die Erhebung der Hand. Nach einem angeblichen Prophetenspruch ist diese Sitte zu unterlassen: „grüßt weder mit dem Gruß der Juden noch mit dem der Christen …“ Auch der Handschlag mit einem Dhimmī, einem Schutzbefohlenen, soll unterlassen werden, denn sie sind Ungläubige (kuffār). Mālik ibn Anas soll in seinem an Hārūn ar-Raschīd gerichteten Sendschreiben (risāla), dessen Echtheit von as-Suyūtī († 1505) angezweifelt wird, den Handschlag mit einem Dhimmī für zulässig gehalten haben.
In offiziellen oder persönlichen Schreiben an Nichtmuslime sei laut Kister in der Anrede die unter den Muslimen übliche Formulierung „Gottes Friede sei mit Dir“ (salāmu llāhi ʿalayka /ʿalaykum) zu vermeiden. Vielmehr soll man die Wendung verwenden: „Friede sei mit dem, der der wahren Religion / dem rechten Weg folgt“ (as-salāmu ʿalā man ittabaʿa l-hudā). In der Papyrologie ist diese Formulierung ein Beleg dafür, dass in islamischen Papyrusurkunden aus dem späten 7. Jahrhundert und später die Adressaten keine Muslime gewesen sind. Auch in einem angeblichen Sendschreiben Mohammeds an den koptischen Patriarchen Muqauqis erscheint am Briefanfang diese Formulierung. Dieser Brief auf Pergament wurde vom Ägyptologen Étienne Barthélemy im Jahre 1852 in einem oberägyptischen Kloster aufgefunden und von M. Belin in der Zeitschrift Journal Asiatique (1854) mit einer Fotografie des Originals veröffentlicht. Allerdings ist der Brief eine Fälschung.
Bis in die Gegenwart besteht eine islamische Norm, dass ein Muslim einen Nichtmuslim nicht als erster grüßen soll; hierbei zitiert man in zeitgenössischen Rechtsgutachten einen entsprechenden, auf Mohammed zurückgeführten Spruch, der in den kanonischen Traditionssammlungen verzeichnet ist.
Gemäß einer im Internet verbreiteten Verhaltensanleitung für Muslime im Umgang mit Nicht-Muslimen heißt es: „In Bezug auf den Salam (-Gruß), beginnt der Muslim den Gruß nicht, aber er kann ihn erwidern, weil er (salla-llahu alayhi wa sallam) sagte: {لَا تَبْدَءُوا الْيَهُودَ وَلَا النَّصَارَى بِالسَّلَامِ} “Beginnt nicht mit dem Gruß des Salaam bei den Juden und Christen.” (Sahih Muslim, As-Salam 2167; Sunan At-Tirmidhy, 2700) Und er (salla-llahu alayhi wa sallam) sagte: {إِذَا سَلَّمَ عَلَيْكُمْ أَهْلُ الْكِتَابِ فَقُولُوا: وَعَلَيْكُمْ} “Wenn die Leute der Schrift euch den Salaam geben, sagt: ‘Wa ‘alaykum.’” (Sahih Al-Bukhary, 6258; Sahih Muslim, As-Salam 2163; Sunan At-Tirmidhy, Tafsir Al-Qur’an, 3301; Sunan Abu Dawud, Al-Adab, 5207; Sunan ibn Majah, Al-Adab, 3697; Ahmad ibn Hanbal, Musnad, 3/218). Deshalb beginne der Muslim laut Ibn Baz den (Friedens-)Gruß an einen Kaafir nicht, aber wenn der Kaafir ihn beginnt und wenn der Jude oder Christ dich mit dem Salaam grüßt, dann solltest du mit “wa ‘alaykum” antworten, wie es der Prophet (salla-llahu alayhi wa sallam) sagte.“
Orientalische Christen und Atheisten benutzen ebenfalls die Formel „as-salāmu ʿalaikum“ – in der Erwiderung entsprechend: „wa-ʿalaikumu s-salām“, unabhängig von der Religionszugehörigkeit des Gegenübers.